# モーリス・レノマ
モーリス・レノマ（Maurice Renoma,1940年 - ）は、フランスのデザイナー、カメラマン、パリ在住のファッションブランドの創設者。
ポーランド系ユダヤ人としてパリで生まれ、12歳から家業の仕立て屋を手伝い、1963年23歳のときパリ16区のリュ・ド・ラ・ポンプ通りに非保守的なデザインの既製服店「ホワイトハウス」を構えた。
60年代彼が提唱したジャケットとジーンズの組み合わせで一躍メジャーな存在になり、婦人服のレディースメゾンを創設した。
80年代のバックフィッシュネットの一大ブームを巻き起こした。
彼は衣料に留まらず、写真や無添加食品などのギャラリも解説させた。
自社生産にこだわらず、ライセンス製品も多数存在する。

## 関連ファッションブランド
- レノマ・パリ
- UP RENOMA